# رشید کاکاوند
رشید کاکاوند (زادهٔ ۱۳۴۶ در نیشابور) دکتر ادبیات فارسی، شاعر، داستان‌نویس، ترانه‌سرا، پژوهشگر ادبیات فارسی، مجری رادیو و تلویزیون و مدرس دانشگاه آزاد اسلامی است. دوره کارشناسی ادبیات را در دانشگاه علامه طباطبایی، فوق لیسانس در دانشگاه آزاد کرج و دکتری ادبیات فارسی را دردانشگاه کردستان در سنندج خوانده و اکنون عضو هیئت علمی و مدرس دانشگاه آزاد کرج است. کاکاوند به تفأل حافظ و قصه‌گویی نیز معروف است.

## رسانه
کاکاوند در سال ۱۳۷۵ به صورت اتفاقی وارد رادیو شد و سال‌ها در شیفت شب رادیو پیام گویندگی کرد. او به عنوان کارشناس و کارشناس مجری از سال ۱۳۸۵ در تلویزیون حضور داشته؛ از جمله برنامه‌ها، می‌توان به برنامهٔ دو قدم مانده به صبح، دور میز شب، رادیو هفت، صد برگ، هزار و یک شب، شرح پریشانی، رادیو شب، شب شعر، هزاره شعر، آنچه خود داشت آوا نوا و برنامهٔ شبانگاهی رادیو پیام اشاره کرد. او در برنامه تلویزیونی کتاب‌باز به عنوان کارشناس فعالیت می‌کند.

## تئاتر
راوی کنسرت-نمایش مجنون آن لیلی به کارگردانی پیمان خازنی، تالار حافظ، بهار ۱۴۰۳